# Mystacornis
Genre
Mystacornis est un genre monotypique de passereaux de la famille des Vangidae. Il comprend une seule espèce de mystacornes.

## Répartition
Ce genre est endémique de Madagascar.

## Liste des espèces
Selon la classification de référence du Congrès ornithologique international (version 8.2, 2018) :
- Mystacornis crossleyi (Grandidier, A, 1870) — Mystacorne de Crossley, Timalie de Crossley